# Єнні Новак
Енні Новак (нім. Jenny Nowak) — німецька лижна двоборка та стрибунка з трампліна, призерка чемпіонату світу, чемпіонка та призерка молодіжних чемпіонатів світу.  
Срібну медаль світової першості Новак виборола на  чемпіонаті світу 2023 року, що проходив у словенській Планиці в змаганні змішаних команд на нормальному трампліні.